# Tiuya

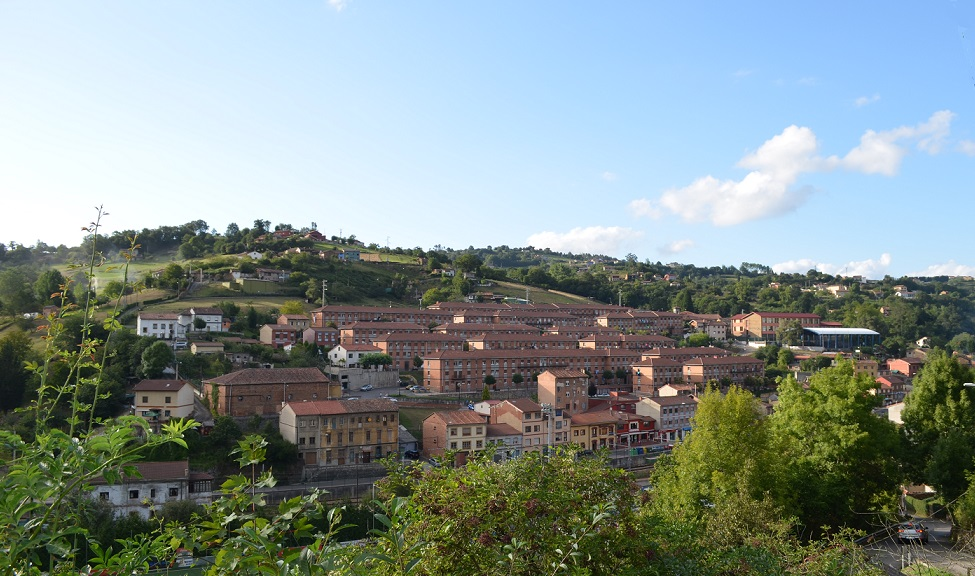
Tuilla des del camí cap a El Trole.

Tiuya (en castellà Tuilla i oficialment Tiuya/Tuilla) és una  parròquia del municipi asturià de Llangréu, a Espanya, i un lloc d'aquesta parròquia. Tiuya pot significar terra d'hulla o ser, per contra, un antropònim femení d'origen centreeuropeu o masculí germànic (Tiuya TeodildaoTeudivigia). La parròquia té una extensió de 9,62 km² i una població de 1.491 habitants (2009). És a l'extrem nord-est del consell, limitant amb la parròquia de La Felguera, i amb els concejos de Siero i Samartín del Rei Aurelio. El lloc de Tuilla és a una altitud de 260 m. dista 6,5 km de la ciutat de Llangréu, capital del concejo. Tenia una població de 839 habitants l'any 2009. Les seves línies de comunicació són l'AS-323 i la línia Gijón-Llaviana de tren FEVE, antic Ferrocarril de Llangréu, un dels primers construïts a Espanya.
Tuilla no va ser parròquia fins a la seva segregació de la Felguera al segle xix. És una zona de profunda tradició minera, que se situa a la zona de la Vall del riu Candín, que dona nom al camp de futbol del Club Deportivo Tuilla. Va ser un lloc molt pròsper amb l'auge del carbó, arribant a tenir uns 5.000 habitants i va decaure amb la reestructuració de la indústria en els anys 1980.
El camí del Trole o la Senda de la Braña són alguns dels itineraris naturals que envolten la parròquia, a més de vells vestigis miners, entre ells el Pozo El Terrerón, explotacions a cel obert que han format llacs i àrees recreatives. Compta amb una església de construcció moderna dedicada a la Verge del Amparo, celebrant anualment festes en honor seu.